# Campagna levantina di Sennacherib
Non entrerà in questa città

né vi lancerà una freccia,

non l'affronterà con gli scudi

né innalzerà contro di essa un terrapieno.»
(Isaia, 37.33)
La campagna levantina di Sennacherib (anche campagna siro-palestinese di Sennacherib) ebbe luogo nel 701 a.C., quando il Re degli Assiri Sennacherib volse le sue attenzioni da Babilonia alla parte occidentale dell'Impero neo-assiro, dove Ezechia di Giuda, incitato dall'Egitto e da Marduk-apla-iddina II, gli si era ribellato. La rivolta coinvolse vari piccoli stati levantini, sparsi tra la Fenicia, la Filistea e la Palestina: Sidone e Ascalona furono presi con la forza e una serie di altre città e stati, tra cui Biblo, Ashdod, Ammon, Moab ed Edom resero omaggio senza resistenza. Ekron chiese l'aiuto all'Egitto ma gli egizi furono sconfitti. Sennacherib si rivolse poi contro Gerusalemme, la capitale di Ezechia. Assediò la città e ne cedette le città circostanti ai governanti vassalli assiri di Ekron, Gaza e Ashdod. Tuttavia, Sennacherib non fece breccia nella mura di Gerusalemme ed Ezechia rimase sul suo trono come sovrano vassallo.
Gli eventi della guerra sono rappresentati nei rilievi di Lachish (oggi al British Museum), commissionati da Sennacherib per commemorare l'impresa e adornare il suo nuovo palazzo a Ninive.

## Antefatto

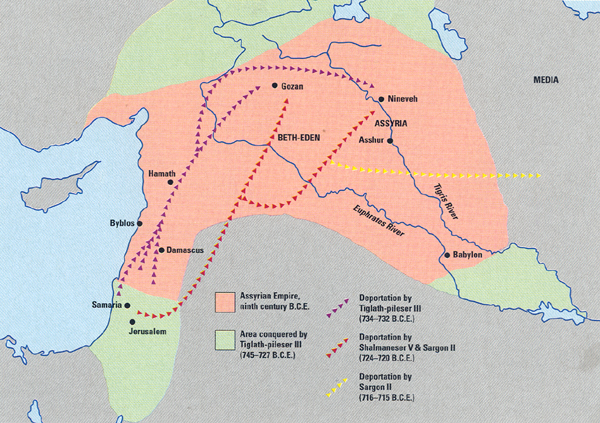
Mappa del Impero neo-assiro al tempo di Sargon II mostrante la deportazione degli ebrei da parte dei re assiri Sargon e dei predecessori Tiglath-Pileser III e Shalmaneser V.

Quando Sargon II (regno 721-705 a.C.) prese per sé il trono assiro, l'Impero era ancora impegnato militarmente nel Levante a causa dell'inconcludente politica estera di Salmanassar V. Sargon pose fine all'assedio di Samaria, allora capitale del Regno di Israele e deportò 27 290 ebrei reinsediandoli nell'Impero ed originando le c.d. "Dieci tribù perdute d'Israele". Nel frattempo, altri potentati levanti si erano levati contro Sargon: Yau-bi'di di Hama si mise a capo di una coalizione comprendente Damasco, Arpad e Hama ma i ribelli furono sconfitti in due battaglie nel 720 a.C. e le loro città ripopolate con sudditi assiri.
La distruzione del primo regno settentrionale d'Israele lasciò il regno meridionale, c.d. "Regno di Giuda", a difendersi da solo tra i regni del Vicino Oriente in guerra. Dopo la caduta del regno settentrionale, i re di Giuda cercarono di estendere la loro influenza e protezione a quegli abitanti che non erano stati esiliati, cercando di estendere la loro autorità verso nord nelle aree precedentemente controllate dal regno settentrionale. I regni dei sovrani Acaz († 726 o 728 a.C.) e Ezechia (regno 715-687 a.C.) furono periodi di stabilità durante i quali Giuda fu in grado di consolidarsi sia politicamente sia economicamente. Sebbene il regno fosse vassallo dell'Assiria e pagasse un tributo annuale all'Impero era lo stato più importante tra l'Assiria e l'Egitto.

Quando Ezechia divenne re di Giuda, diede inizio a diffusi cambiamenti religiosi, inclusa la rottura degli idoli religiosi. Riconquistò le terre occupate dai filistei nel deserto del Negev, strinse alleanze con Ascalona e l'Egitto e prese posizione contro l'Assiria rifiutando di pagare tributi.
Dopo la morte di Sargon in battaglia (705 a.C.), numerose rivolte erano scoppiate nell'Impero ora guidato da Sennacherib, figlio di Sargon. Il controllo su Babilonia si era fatto particolarmente complesso per questioni politico religiose e la città si era ribellata al nuovo re (nel 704 a.C. o nel 703 a.C.) focalizzando le sue risorse militari nella Mesopotamia meridionale. Profittando della situazione, i re di Fenicia e Palestina (Lule di Sidone, Sidka di Ascola, il re di Ekrun ed Ezechia) misconobbero la sudditanza agli Assiri ed aprirono le porte ad un corpo di spedizione egizi-nubiano comandato dal fratello del faraone Shabataka, il principe Taharqa.

## La campagna
Sennacherib penetrò nel territorio della Palestina e ne approfittò per saccheggiare diverse città filistee e fenice, tra cui Ascalona. Il suo re, Sidka, venne inviato come prigioniero in Assiria. Lule invece riuscì a sfuggire alla cattura, riparando a Cipro. Affrontati e sconfitti i re coalizzati a nord di Ashdod, in una battaglia decisiva presso Elteqeh, l'esercito assiro proseguì verso sud.
Sennacherib attraversò altri centri della "Pentapoli filistea" (Timna, Ekron e Libnah) e penetrò nel Regno di Giuda. Investì prima la città di Azekah, conquistandola, dopodiché si diresse verso Lachish, la seconda città del regno per importanza, che espugnò dopo un lungo assedio. Conquistata Lachish, il re assiro vi prese quartiere ed inviò un distaccamento dell'armata a Gerusalemme per conquistarla. Gli assiri assediarono la capitale del regno ma stavolta non la espugnarono. Si sia trattato di un fallimento o di una resa, non è ad oggi chiaro: secondo Grimal, Ezechia si sottomise all'invasore salvando Gerusalemme dal destino di Azekah e Lachish, mentre secondo altri storici (come Liverani) a impedire la presa della capitale furono le imponenti fortificazioni di cui era stata dotata la città.
Nell'arringa rivolta a Ezechia, il quale aveva fatto ordine al popolo di non rispondere alle provocazioni degli ambasciatori del re assiro, il Gran Coppiere di Sennacherib, definisce l'Egitto una "canna spezzata", ad indicarne la debolezza politica e militare:
(Re, II, 18.21)

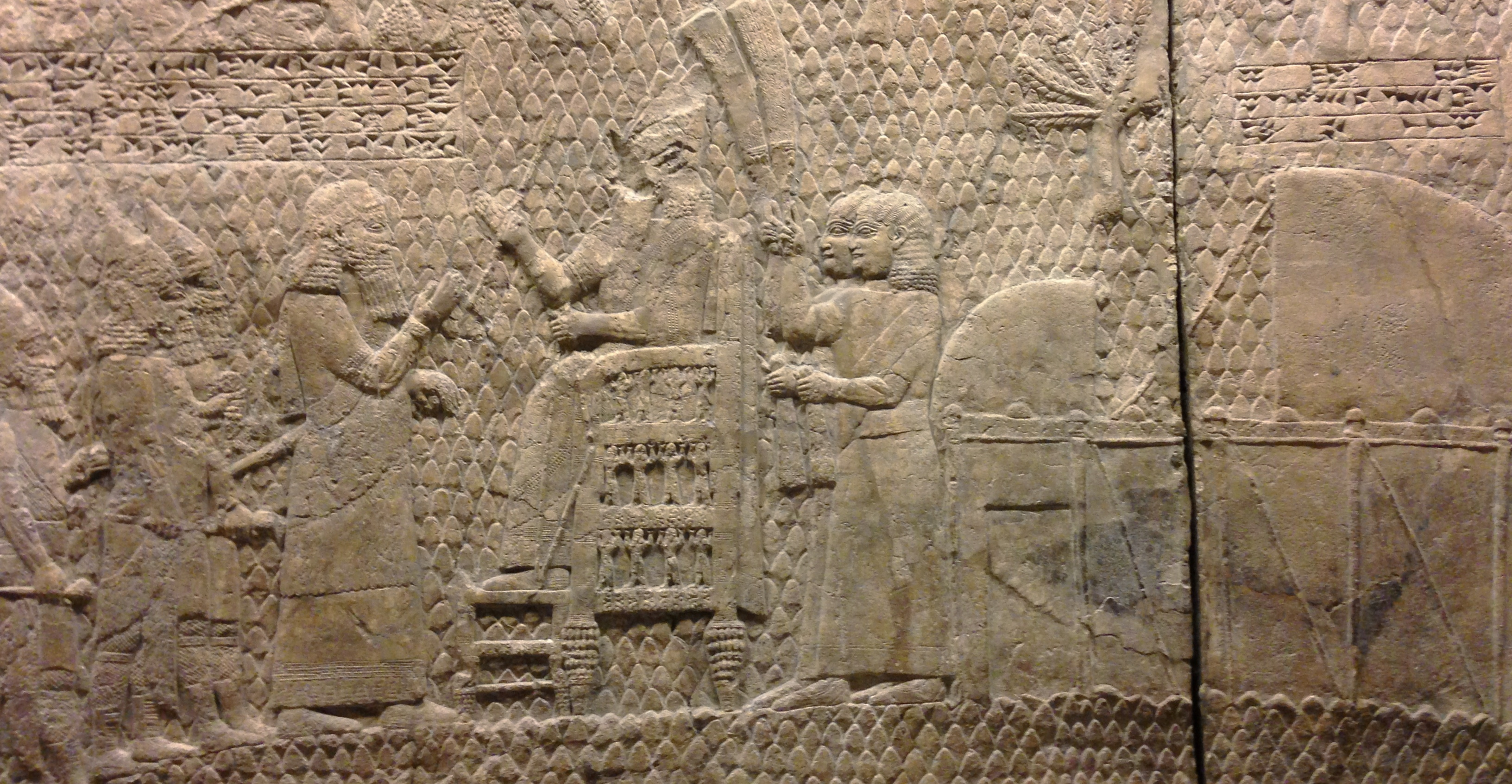
Sennacherib assiso in trono prima dell'entrata a Lachish. L'iscrizione in alto in scrittura cuneiforme recita:

L'Assiro pronunciò il suo discorso in ebraico, ma Eliakim, il maestro di palazzo, pregò il gran coppiere assiro di rivolgersi al popolo in aramaico, ma ricevette la risposta sprezzante di questi:
(Re, II, 18.27)
Il comandante egiziano, Taharqa, tentò una sortita in direzione di Lachish ma dovette ritirarsi di fronte all'incedere minaccioso delle truppe al diretto comando di Sennacherib. L'Assiro, dovette a questo punto ritirarsi, causa problemi in patria, senza riuscire ad attuare una controffensiva ai danni dell'Egitto. Gli annali assiri contenuti nel prisma di Taylor così ricordano tali eventi:
La fine dell'assedio comportò comunque il pagamento di un'indennità da parte di Giuda, ammontante a 300 talenti d'argento e 30 talenti d'oro. Le restanti truppe non riuscirono a espugnare Gerusalemme, fortificata sotto il regno di Ezechia. Questi riuscì in ogni caso a evitare la rovina a costo di perdere però gran parte del territorio giudeo che venne assegnato a governanti filo-assiri.

## Conseguenze
La campagna levantina di Sennacherib costituì l'incipit delle tensioni politiche tra l'Impero neo-assiro e l'Egitto che sarebbe sfociato nella conquista assira dell'Egitto per mano dei successori di Sennacherib: Esarhaddon (regno 681-669 a.C.) e Assurbanipal (regno 668-631 a.C.)

### Fonti
- Prisma di Sennacherib (ed. in Luckenbill)
- Libri dei Re, II, 18.1-37[1] e 19.1-37[2]
- Erodoto, Storie, II, 141, 2

### Studi
In italiano
- Mario Liverani, Antico Oriente: storia, società, economia, nuova ed., Bari-Roma, Laterza, 2009  [1988], ISBN 978-88-420-9041-0.
- Vincenzo Mistrini, Gli assiri : la prima superpotenza dell'Oriente Antico, Gorizia, LEG, 2022.

In altre lingue
- (EN) Brinkman JA, Sennacherib's Babylonian Problem: An Interpretation, in Journal of Cuneiform Studies, vol. 25, n. 2, 1973,  pp. 89-95, DOI:10.2307/1359421, JSTOR 1359421.
- (EN) Frahm E, New sources for Sennacherib's "first campaign", in Isimu, vol. 6, 2003,  pp. 129-164.
- (EN) Grabbe L, Like a Bird in a Cage: The Invasion of Sennacherib in 701 BCE, A&C Black, 2003, ISBN 978-0-8264-6215-2.
- (EN) Grayson AK, Assyria: Sennacherib and Essarhaddon, in Boardman J e Edwards IES (a cura di), The Cambridge Ancient History, Volume III Parte II, Cambridge, Cambridge University Press, 2003  [1991], ISBN 978-0-521-22717-9.
- Nicolas Grimal, Storia dell'antico Egitto, Milano, RCS libri, 2004  [Laterza, 1998].
- (EN) Kalimi I, Sennacherib's Campaign to Judah: The Chronicler's View Compared with his "Biblical" Sources, in Sennacherib at the Gates of Jerusalem: Story, History and Historiography, Leida, Brill Publishers, 2014, ISBN 978-90-04-26561-5.
- (EN) Luckenbill DD, Ancient Records of Assyria and Babylonia (PDF), University of Chicago Press, 1927,  pp. 290-296.
- (EN) Joshua J. Mark, Sargon II, su Ancient History Encyclopedia, 2014. URL consultato il 17 marzo 2021 (archiviato dall'url originale il 19 febbraio 2021).
- Mistrini V, Gli assiri : la prima superpotenza dell'Oriente Antico, Gorizia, LEG, 2022.
- (EN) Karen Radner, Sargon II, king of Assyria (721-705 BC), su Assyrian empire builders, 2012. URL consultato il 17 marzo 2021 (archiviato dall'url originale il 26 gennaio 2021).

1. ↑   2Re 18.1-37, su La Parola - La Sacra Bibbia in italiano in Internet.
2. ↑   2Re 19.1-37, su La Parola - La Sacra Bibbia in italiano in Internet.